# 海軍部 (清朝)
海軍部是清朝於宣統二年（1910年）成立的政府部門，其前身可追溯至光緒十一年（1885年）中法戰爭之後所設的海軍衙門。其首長為海軍大臣，副首長是海軍副大臣，底下原有軍制、軍政、軍學、軍防司、軍醫、軍樞、軍儲、軍法八司，但軍防司於宣統三年（1911年）裁撤。

## 沿革
清朝在1875年開始建設新式海軍。光緒十一年（1885年）中法戰爭之後，清朝設立了海軍衙門，後來於光緒十四年（1888年）成立了北洋水師，但於甲午戰爭中全軍覆沒。之後於光緒三十三年（1907年）有恢復之議，遂設「海軍處」，暫時隸屬於陸軍部，置正使、副使各一人，內分機要、船政、運籌三司，隔年（1908年）內部改為海政、船政、籌備、儲蓄、醫務、法務六司，不久又設主計處。
宣統元年（1909年），命載洵、薩鎮冰為籌辦海軍大臣，設參贊廳，內分秘書、庶務兩司，置一、二、三等參謀官，並暫設一、二、三、四共四司，之後又增設醫務司，各司置有司長。
宣統二年（1910年）制定〈海軍部暫行官制〉，將第一司改為「軍制司」，將第二司改為「軍政司」，將第三司改為「軍學司」，將第四司改為「軍防司」，而醫務司改為「軍醫司」，秘書司改為「軍樞司」，庶務司改為「軍儲司」，此外又增設了「軍法司」，共八司，並省參贊廳各職，不久便將籌辦海軍處改為海軍部，海軍部至此正式成立。宣統三年（1911年），裁軍防司，其職併入軍制、軍學二司。

## 編制職掌

1909-1911年之间使用的清朝海军大臣旗

- 海軍大臣，一人，部門首長，掌主海軍，稽覈水師及司令部，以固海疆[1][2]。
- 副大臣，一人，部門副首長，協助海軍大臣[1][2]。
- 參謀官六人（一等二人，二等四人，海軍學生充），掌參訂改革[1][2]。
- 參事官二人，掌法律章制[1][2]。
- 秘書官六人，掌機密文移[1][2]。

底下分七司，各司置司長一人（協都統、正參領充）。司下設科，各科置科長一人（共21人），並有一、二、三等科員（共60人）。軍法司有一等司法官二人，二、三等司法官，學習司法官八人，由學律軍官充。
| 司     | 科     | 各司科員名額 | 各司職掌                                             |
| ------ | ------ | ------------ | ---------------------------------------------------- |
| 軍制司 | 制度科 | 14           | 掌規制銓法，旌別水師人員，功過、封廕、賞恤並典領之。 |
| 軍制司 | 考覈科 | 14           | 掌規制銓法，旌別水師人員，功過、封廕、賞恤並典領之。 |
| 軍制司 | 銓衡科 | 14           | 掌規制銓法，旌別水師人員，功過、封廕、賞恤並典領之。 |
| 軍制司 | 駕駛科 | 14           | 掌規制銓法，旌別水師人員，功過、封廕、賞恤並典領之。 |
| 軍制司 | 輪機科 | 14           | 掌規制銓法，旌別水師人員，功過、封廕、賞恤並典領之。 |
| 軍政司 | 製造科 | 8            | 掌營造船艦，檢校器械，兼司軍港工程。                 |
| 軍政司 | 建築科 | 8            | 掌營造船艦，檢校器械，兼司軍港工程。                 |
| 軍政司 | 器械科 | 8            | 掌營造船艦，檢校器械，兼司軍港工程。                 |
| 軍學司 | 教育科 | 14           | 掌學校教育，艦隊訓練。                               |
| 軍學司 | 訓練科 | 14           | 掌學校教育，艦隊訓練。                               |
| 軍學司 | 謀略科 | 14           | 掌學校教育，艦隊訓練。                               |
| 軍學司 | 偵測科 | 14           | 掌學校教育，艦隊訓練。                               |
| 軍學司 | 編譯科 | 14           | 掌學校教育，艦隊訓練。                               |
| 軍樞司 | 奏咨科 | 10           | 掌文牘典章，匯紀員司集課文簿。                       |
| 軍樞司 | 典章科 | 10           | 掌文牘典章，匯紀員司集課文簿。                       |
| 軍樞司 | 承發科 | 10           | 掌文牘典章，匯紀員司集課文簿。                       |
| 軍儲司 | 收支科 | 10           | 掌經營費用，稽覈糧廩服裝與其物用。                   |
| 軍儲司 | 儲備科 | 10           | 掌經營費用，稽覈糧廩服裝與其物用。                   |
| 軍儲司 | 庶務科 | 10           | 掌經營費用，稽覈糧廩服裝與其物用。                   |
| 軍醫司 | 醫務科 | 4            | 掌防疫治療，及軍醫陞遷教育。                         |
| 軍醫司 | 衛生科 | 4            | 掌防疫治療，及軍醫陞遷教育。                         |
| 軍法司 |        | 0            | 掌審判、監獄，勾檢軍事條約。                         |

又設有主計處，掌預算決算，審覆支銷，置計長一人（正參領充），下有會計科、統計科，各置有科長一人。另外七司與主計處共有錄事48人。

## 历任海軍大臣
- 載洵（1910年12月4日（宣統二年十一月三日）－1911年11月16日（宣統三年九月廿六日））
- 薩鎮冰（1911年11月16日（宣統三年九月廿六日）－1912年2月12日，未到任，实际由譚學衡代理）